# Diet Eman
Berendina Roelofina Hendrika (Diet) Eman (Den Haag, 30 april 1920 - Grand Rapids, 3 september 2019) was een Nederlandse verzetsstrijder en schrijver van het boek Things We Couldn't Say.

## Biografie

### Verzetswerk
Diet Eman groeide op in een christelijk gezin uit de middenklasse van Den Haag. Al vrij kort na de Duitse bezetting startte ze samen met haar verloofde Hein Sietsma een verzetsgroep. Tijdens de oorlog hielp ze een Joodse vriend aan een onderduikadres in de Veluwe. Binnen een paar weken hielpen ze zo'n zestig Joden aan onderduikadressen bij boeren op de Veluwe. Eman en haar verloofde bleven bezig met hun verzetswerk, maar vaak apart van elkaar. Eman leverde valse identiteitsbewijzen en extra rantsoenbonnen voor de mensen die het nodig hadden. Nadat de Gestapo een onderduikadres in Den Haag oprolde was ze genoodzaakt om zelf tijdelijk onder te duiken in een boerderij bij Nijkerk.
Ook op de Veluwe ging ze door met haar werk. Ook daar bleef ze voedselbonnen uitdelen en valse identiteitskaarten en verzamelde ze informatie over troepenbewegingen van de Duitsers. Op 26 april 1944 werd haar verloofde Hein Sietsma opgepakt door de Duitsers, maar hij wist op tijd Eman te waarschuwen waardoor ze een nieuwe schuilnaam kon aannemen. Een paar weken later werd ze zelf opgepakt met haar valse identiteitsbewijs en werd ze naar de gevangenis in Scheveningen gebracht en later naar Kamp Vught waar ze ondervraagd werd. Opnieuw nam ze een valse identiteit aan tijdens haar verhoren en deed ze voor alsof ze simpel was. De Duitsers besloten haar vrij te laten waarop ze terugkeerde naar de boerderij bij Nijkerk. Na de oorlog hoorde ze het nieuws dat haar verloofde was overleden in Dachau.

### Na de oorlog
Na de oorlog werd Eman eerst verpleegster en leerde ze Spaans. Ze ging voor Shell in Venezuela werken en huwde met de Amerikaanse ingenieur Egon Erlich. Ze zou later van hem scheiden en verhuisde naar Grand Rapids in Michigan waar ze voor een exportbedrijf ging werken. In 1988 werd ze door het Yad Vashem onderscheiden met de eretitel "Rechtvaardige onder de Volkeren". Samen met dr. James Schaap schreef ze haar memoires die in 1994 werden uitgegeven onder de titel Things We Couldn't Say. In 2015 ontmoette ze koning Willem-Alexander tijdens zijn staatsbezoek aan de Verenigde Staten. 
Op 3 september 2019 overleed Eman in Grand Rapids.